# (2966) Korsunia
(2966) Korsunia (1977 EB2; 1981 JL) ist ein ungefähr neun Kilometer großer Asteroid des inneren Hauptgürtels, der am 13. Mai 1977 vom russischen (damals: Sowjetunion) Astronomen Nikolai Stepanowitsch Tschernych am Krim-Observatorium (Zweigstelle Nautschnyj) auf der Halbinsel Krim (IAU-Code 095) entdeckt wurde.

## Benennung
(2966) Korsunia wurde nach der antiken Stadt Chersones auf der Halbinsel Krim benannt, die im Slawischen Korsun genannt wird.